# Instituto Guatemalteco Americano
El Instituto Guatemalteco Americano conocido también como IGA (pronunciado [iga]), es una institución binacional que abrió sus puertas en Guatemala el 20 de enero de 1945.  Ofrece actividades culturales, clases de idioma inglés estadounidense, formación de docentes, importación y distribución de libros de texto y un colegio que imparte desde la educación primaria hasta el último grado de secundaria.

## Historia
El IGA forma parte de las instituciones binacionales creadas por Estados Unidos en Latinoamérica, en el marco de la Guerra Fría. Estados Unidos desarrolló una importante estrategia pacífica para transmitir y fortalecer sus principios políticos e ideológicos; la herramienta fundamental fueron las instituciones culturales, que promovieron los valores occidentales en el mundo, especialmente entre sus vecinos de Latinoamérica por medio del arte, los medios de comunicación y la educación.
La encargada de crear los centros binacionales fue la Oficina del Coordinador de Asuntos Interamericanos, creada en 1940 por el Gobierno de los Estados Unidos, cuyo propósito era promover la cooperación cultural y económica entre los países de América.

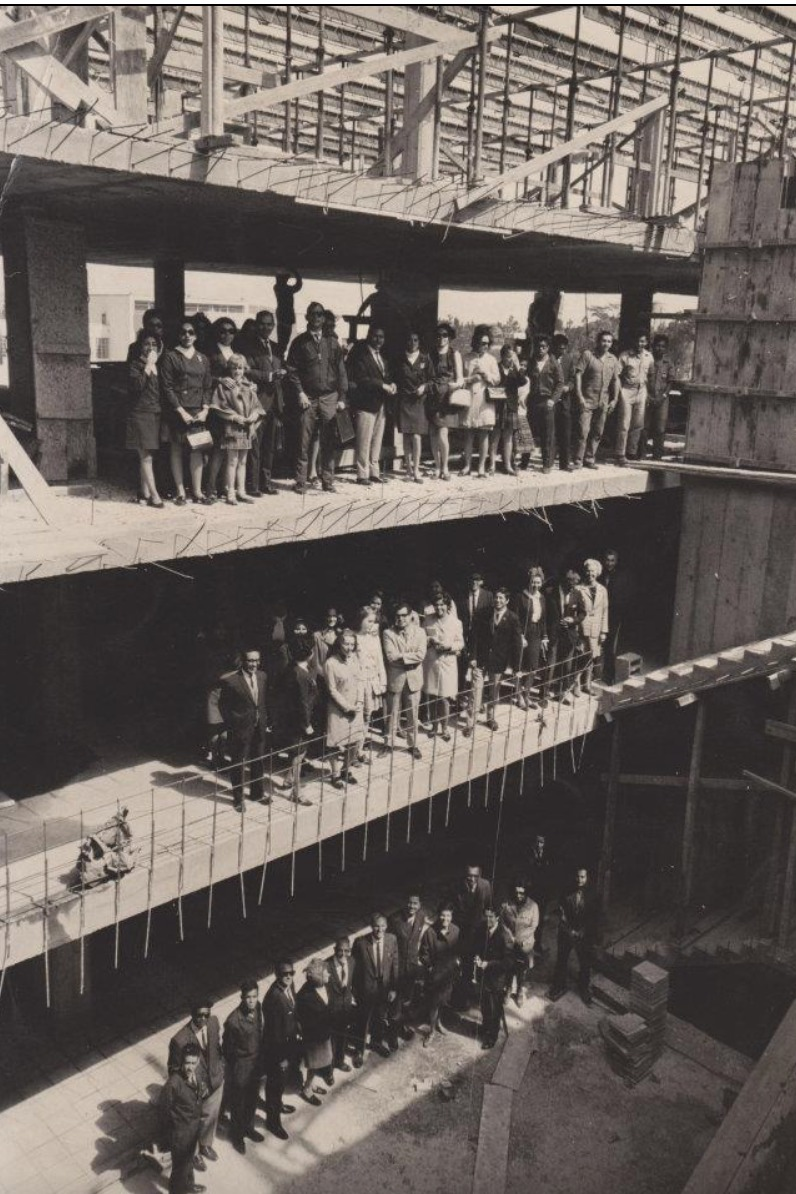
Construcción de la nueva sede del IGA en la zona 4 de la Ciudad de Guatemala, 1970

En ese contexto se instala en Guatemala el Instituto Guatemalteco Americano, el 20 de enero de 1945. El país vivía el fin de la dictadura de Jorge Ubico, en el poder estaba el triunvirato formado por Jacobo Árbenz, Francisco Javier Arana y Jorge Toriello; el 15 de marzo llegaría al gobierno un presidente democrático, Juan José Arévalo, que promovía la educación y la cultura. La inauguración fue transmitida por la radio nacional TGW, según cita The Record de 1945.

### Clases de idioma inglés

#### Primeros años
En los primeros cinco días de su apertura el IGA ya contaba con más de cien alumnos.
En 1957 el plantel rompió récords de alumnos inscritos. Al año siguiente, el récord volvió a romperse, esta vez con 1,500 alumnos inscritos en enero. En las décadas siguientes el panorama fue más o menos el mismo: muchos alumnos, sobre todo jóvenes que asistían después de clases, llenaban las aulas del IGA. 
La popularidad tenía que ver con el método, pero también con el sistema de inmersión que el instituto proponía. «Los alumnos además de ser estudiantes de inglés, se consideran socios y tienen derecho de participar en todas las actividades culturales y actos sociales». Los eventos estaban enfocados en mostrar la cultura estadounidense, su música y su arte, lo que enriquecía el aprendizaje del idioma.

#### Actualidad
El IGA imparte clases de inglés en Guatemala desde 1945. Actualmente cuenta con cursos para todas las edades y niveles, con opción presencial y virtual. Además, mantiene convenios de colaboración con empresas e instituciones públicas para dar formación bilingüe a sus trabajadores. 

### IGA School
El colegio del IGA fue fundado en 1963, al principio solo como plan privado, para formar secretarias bilingües.
La primera promoción de secretarias tuvo siete alumnas. En 1966, el sistema cambió y se transformó en un programa de tres años dedicado a alumnas que ya hubieran concluido el tercero básico. 

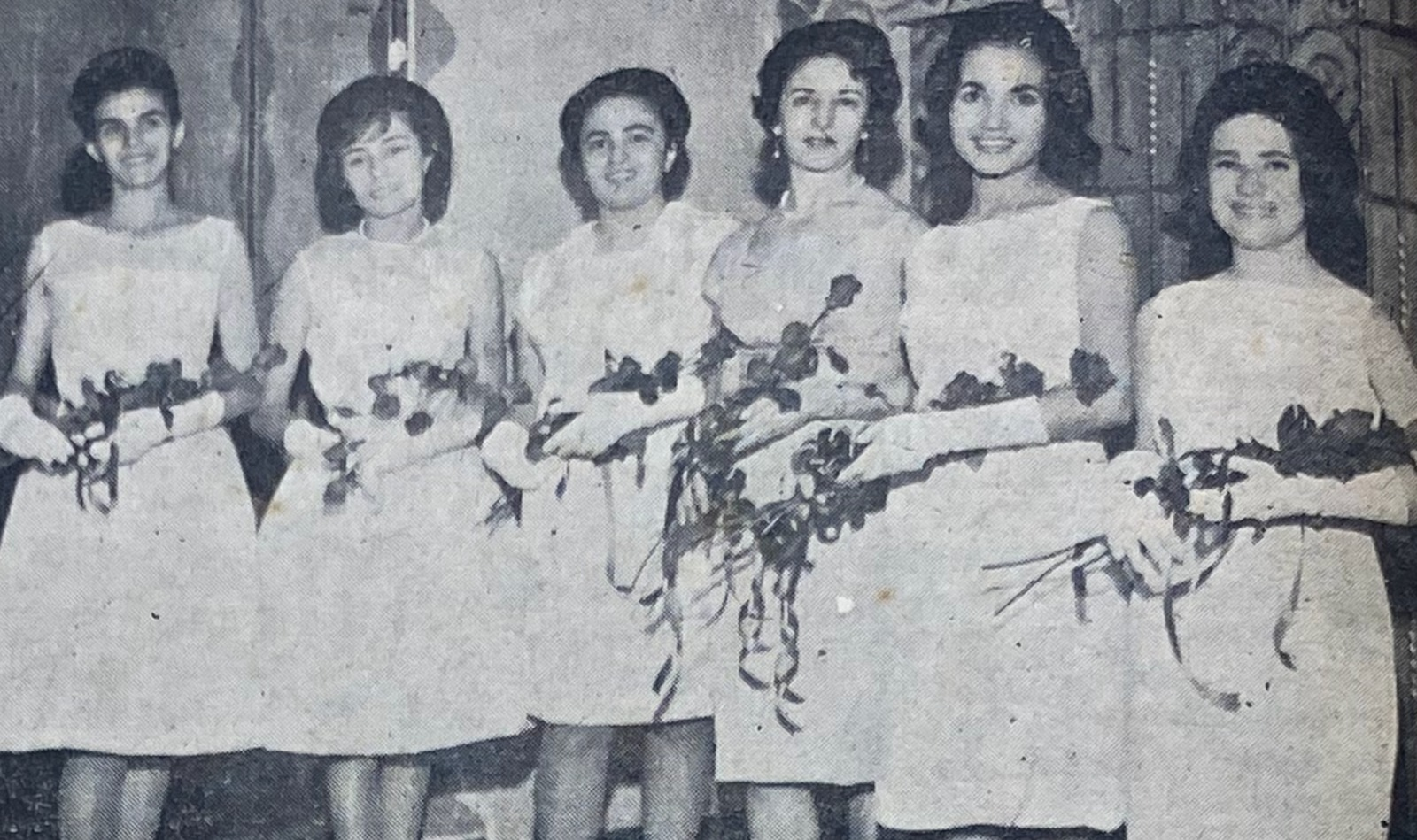
Primera promoción de egresadas del IGA, 1964

Durante muchos años IGA School se dedicó exclusivamente a la formación de secretarias bilingües, hasta el 1999 cuando abrió la carrera de magisterio bilingüe de tres años. En 2007, por disposición del Ministerio de Educación el programa se convirtió en un bachillerato pedagógico y se extendió a cuatro años. En 2017 realizaron otro cambio importante: inició la carrera de perito contador bilingüe y el ciclo básico en 2011. 2024 fue el primer año que el colegio ofreció la educación primaria.

#### Ciencias y artes
El colegio cuenta con una orquesta de cuerdas  creada en 2012, y un coro creado en 2007. Otra de las actividades extracurriculares del IGA es su festival de cine, creado en 2013 para motivar a los alumnos a crear sus propias películas.
En 2020 creó el Club de Exploración Espacial para que los alumnos interesados se reúnan, investiguen y realicen proyectos relacionados con la observación astronómica.

### Formación de docentes
El IGA imparte el Teacher Training Course (TTC), que cuenta con el aval del Ministerio de Educación, para formación de profesores de inglés en Guatemala. Está abierto al público para cualquier persona que quiera trabajar con docente del idioma. Es un programa de 120 horas que combina la práctica con la teoría. 
También imparte la certificación internacional Teaching English to Speakers of Other languages (TESOL), un curso acreditado por el New England Board of Colleges, reconocido por el Consejo Europeo a nivel de un profesorado. 

#### Conferencia Nacional de Profesores
Desde 1981 el IGA organiza la Conferencia Anual de profesores de inglés (NTC), un evento que reúne a docentes de todo el país, para recibir talleres, charlas y clases magistrales impartidas por profesionales de todo el mundo.

### Importación y distribución de libros
En los años 90 la USIS fue perdiendo fuerza. Las prioridades de Estados Unidos ya eran otras, enfocándose más en áreas como el comercio, la seguridad y la lucha contra el narcotráfico, especialmente después del final de la Guerra Fría. La agencia fue recortando personal y presupuesto, lo cual significó que muchos centros binacionales dejaran de recibir apoyo gubernamental, hasta su cierre definitivo ordenado en 1999 por el presidente Bill Clinton.
Ante esto el IGA, al igual que los otros centros binacionales, sufrió una transición para convertirse en autosostenible a través de la generación de ingresos propios, como cursos de idiomas, actividades culturales y otros servicios.
El IGA creó de un área comercial dedicada a importar y distribuir libros de texto en Guatemala. Actualmente tiene librerías en Ciudad de Guatemala, Cobán y Quetzaltenango.

## Actividades culturales
Uno de los objetivos del IGA desde su fundación era estrechar lazos entre Guatemala y Estados Unidos a través de sus culturas. Por eso promueve la música, el teatro, la pintura y el intercambio académico desde las perspectivas de cada nación.

### Literatura
En los años sesenta el IGA fundó la revista Salón 13, que publicó cuatro números al año durante su existencia, interrumpida con el volumen III, número IV, publicado en diciembre de 1962. Mientras estuvo en circulación, abrió sus páginas a escritores ya consagrados (Rafael Arévalo Martínez, Carlos Samayoa Chinchilla, Virgilio Rodríguez Macal), a los autores que se reincorporaban al país tras partir al exilio en 1954 (Miguel Ángel Vázquez), jóvenes poetas que cobraron relevancia con los años (Margarita Carrera, Manuel José Arce, Luis Alfredo Arango) y escritoras caídas en el olvido (Blanca Luz de Rodríguez, María Zipfel).
El IGA, a través de su biblioteca Walt Whitman ha sido escenario para presentaciones de libros algunos de los autores más importantes de la literatura guatemalteca reciente, entre ellos Dante Liano, Francisco Albizúrez Palma, Ana María Rodas, Luis Aceituno y Gloria Hernández.

### Música
El IGA ha sido un gran promotor del jazz desde su fundación y en el año 2001 presentó el primer festival internacional de jazz en Guatemala que ha recibido a importantes exponentes del género. Además de difundir la música, el festival de jazz se ha destacado por promover talleres de capacitación para músicos y estudiantes.
En 2024 realizó la primera edición del Blues Festival con músicos de Guatemala, Estados Unidos y Europa.

### Ópera
El 13 de octubre de 2012 se presentó por primera vez en Guatemala una transmisión en simultáneo de la Ópera de Nueva York. El IGA organizó talleres para formar criterio sobre ese género musical en un programa que se llamó Ópera para todos. De esa cuenta los guatemaltecos pudieron ver en vivo piezas como Don Giovani, La Traviata o Il trovadore. 

### Teatro
El IGA también ha ofrecido desde su fundación importantes obras teatrales. Cuenta con el teatro Dick Smith, bautizado en 2017 en honor al dramaturgo y actor estadounidense que presentó muchas de sus obras en el IGA.
A lo largo de los años, el teatro del IGA se ha convertido en la casa de producciones de todo tipo. Desde el teatro orgánico, con presentaciones como Don Juan Tenorio, pasando por el teatro musical, con Mary Poppins o Charlie y la fábrica de chocolate, el teatro de comedia con La herencia de McCritche, de Posha Smith, por citar algunos ejemplos.

#### Musicales
A Prudence Bushnell se le reconoce como la gran impulsora del teatro musical en Guatemala. Como embajadora de Estados Unidos en Guatemala de 1999 a 2002, durante el gobierno de Alfonso Portillo, gestionó la contratación del productor neoyorquino Jacques Stewart para que montara West Side Story en el teatro del IGA en 2001. A la convocatoria para la elección de actrices y actores asistieron 400 personas que querían cantar y bailar. La presentación de la obra incluyó una orquesta en vivo. Fue la primera de muchos musicales que incluyen Las Brujas de Oz, Mamma mía! o Spray de pelo.

## Biblioteca Walt Whitman
La biblioteca del IGA se fundó en 1945 y fue la primera en Guatemala en ofrecer a sus usuarios la posibilidad de llevar los libros a casa. Su catálogo original se componía de 2,000 títulos donados por el Gobierno de los Estados Unidos. Con el paso de los años, el número de títulos de la biblioteca aumentó y se diversificó. Se sumaron revistas, periódicos y libros en español. Se sumó también la música en discos long play y películas en videocasetes.
En 2018 la biblioteca se transforma en el American Center en Guatemala y ofrece programas de apoyo comunitarios y social como Ciudadanía Joven, MOOC Camp, Commemorative Events, Environment, English Language for Different Purposes y Next Step Mentorship. 